# オリンピックビレッジ駅
オリンピックビレッジ駅（英:Olympic Village Station）は、カナダ・ブリティッシュコロンビア州・バンクーバーにある、スカイトレイン カナダ・ライン の駅である。

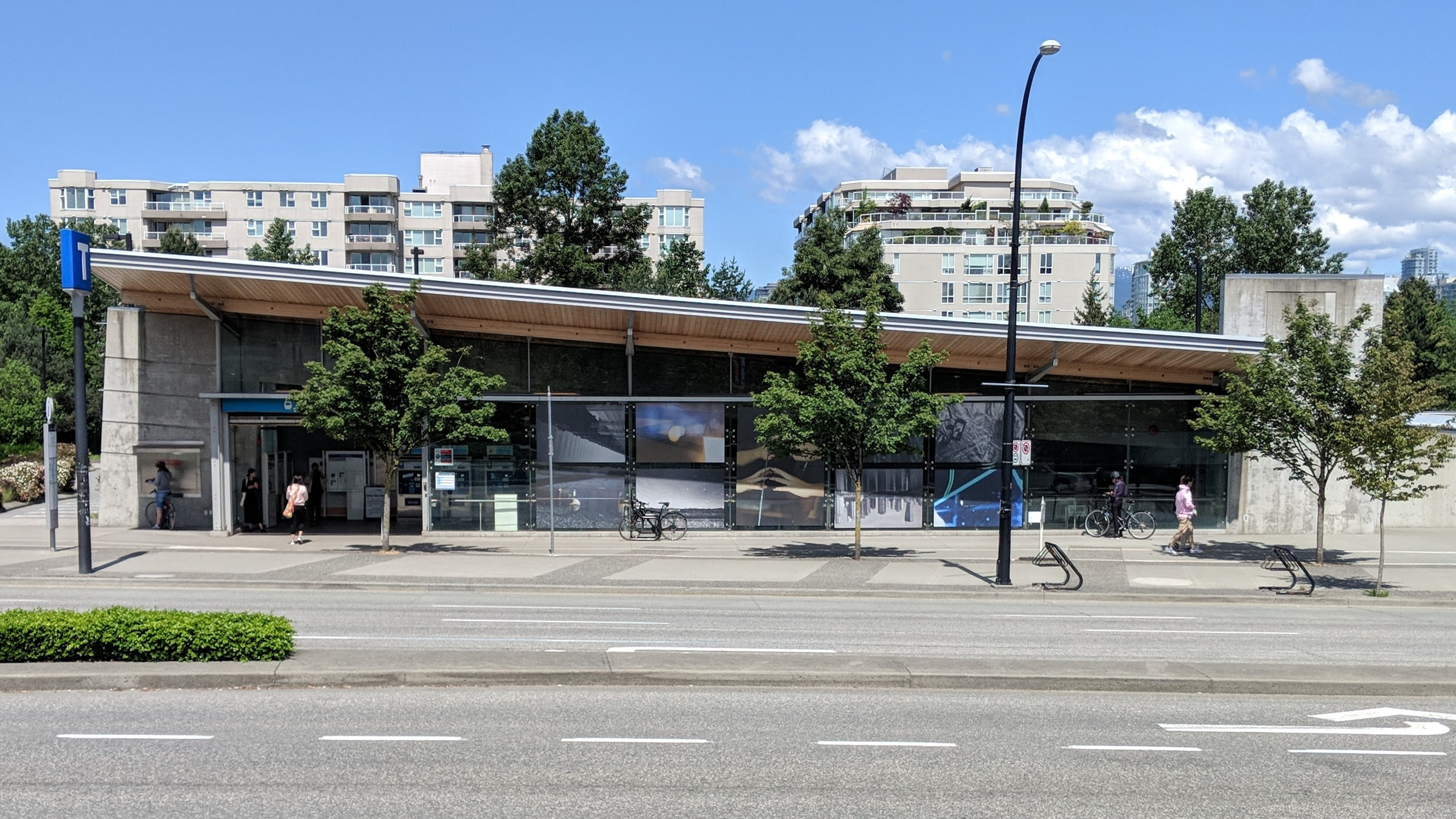
オリンピックビレッジ駅玄関

## 歴史
- 2009年8月17日：カナダ・ラインの駅として開業[1]。
- 2016年1月 - ICカード「コンパスカード」の利用が可能となる[2]。

## 駅構造
島式ホーム2面1線を有する地下駅である。
| ホーム | 路線          | 行先                             |
| ------ | ------------- | -------------------------------- |
| 上り   | ■カナダライン | ウォーターフロント駅方面         |
| 下り   | ■カナダライン | リッチモンド・ブリグハウス駅方面 |
| 下り   | ■カナダライン | YVRエアポート駅方面              |

## 駅周辺
施設
- チャールソン公園
- グランビル島

バス路線
| ホーム | 路線                                  |
| ------ | ------------------------------------- |
| 1      | 15 系統・カンビー 84 系統・UBC (特急) |
| 2      | 84 系統・VCC・クラーク駅 (特急)       |
| 3      | 15 系統・カンビー                     |

## 隣の駅
■カナダ・ライン
イエールタウン・ラウンドハウス駅 - オリンピックビレッジ駅 - ブロードウェイ・シティホール駅